# Grub (Fraunberg)
Grub ist ein Ortsteil der Gemeinde Fraunberg im oberbayerischen Landkreis Erding in Deutschland.

## Lage
Die Einöde liegt rund zwei Kilometer südlich von Fraunberg. 